# Złoczew
Złoczew é um município da Polônia, na voivodia de Łódź e no condado de Sieradz. Estende-se por uma área de 13,79 km², com 3 352 habitantes, segundo os censos de 2016, com uma densidade de 243,1 hab/km².